# Amyna magnifoveata
Amyna magnifoveata är en fjärilsart som beskrevs av George Francis Hampson 1918. Amyna magnifoveata ingår i släktet Amyna och familjen nattflyn. Inga underarter finns listade i Catalogue of Life.